# Turistická značená trasa 0312
 Turistická značená trasa 0312 je 11 km dlouhá červeně značená trasa Klubu českých turistů v okrese Děčín spojující Hřensko s Mezní Loukou. Její převažující směr je východní. Trasa se nachází v Děčínské vrchovině na území národního parku České Švýcarsko a je v celé délce sledována Evropskou dálkovou trasou E3.

## Průběh trasy
Turistická trasa má svůj počátek v Hřensku u soutoku Labe a Kamenice, kde přímo navazuje na stejně značenou trasu 0311 z Děčína, výchozí jsou zde též žlutě značená trasa 6920 do Srbské Kamenice a zeleně značená trasa 4016 do Janova. S ní vede trasa 0312 zpočátku v souběhu východním směrem zástavbou Hřenska proti proudu Kamenice. Na jejím soutoku se Suchou Bělou se nachází rozcestí se zde výchozí žlutě značenou trasou 7022 do soutěsek Kamenice. Trasa 0312 pokračuje dále po silnici proti proudu Suché Bělé a posléze Dlouhé Bělé k severovýchodu na rozcestí s výchozí žlutě značenou trasou 6917 do Mezné. Poté opouští silnici a stoupá do skalních roklí a na Pravčickou bránu. Ještě pod ní se nachází červeně značená odbočka k jeskyni Českých bratří. Od Pravčické brány se trasa za častého střídání směru vine pěšinou jižním úbočím hraničních skalních stěn, aby z něj v závěru sestoupila na Mezní Louku. Zde na ní přímo navazuje stejně značená trasa 0331 do Jetřichovic, průchozí je zde zeleně značená trasa 3950 z Mezné do Zadních Jetřichovic a výchozí modře značená trasa 1688 k Dolskému mlýnu a žlutě značená trasa 7005 do Vysoké Lípy.

## Gabrielina stezka
Gabrielina stezka je oficiální název části trasy 0312 mezi Pravčickou bránou a Mezní Loukou. Používá shodný historický název stezky, který ale náleží i úseku mezi rozcestím Tři prameny a Pravčickou bránou.

## Turistické zajímavosti na trase
- Kostel svatého Jana Nepomuckého v Hřensku
- Jeskyně Českých bratří
- Pravčická brána
- Vyhlídka pod Velkým Pravčickým kuželem
- Mezní Louka